# Jackman
Jackman är en ort i Somerset County i Maine i USA.